# Pterokrohnia arabica
Pterokrohnia arabica is een soort in de taxonomische indeling van de pijlwormen (Chaetognatha). 
De worm behoort tot het geslacht Pterokrohnia en behoort tot de familie Pterokrohniidae. De wetenschappelijke naam van de soort werd voor het eerst geldig gepubliceerd in 1986 door Srinavasan.